# Rocky III
Rocky III es una película estadounidense de drama de 1982, la tercera de la saga que inició la película Rocky (1976). El filme está protagonizado por Sylvester Stallone, quien además dirigió y escribió el guion de la película. Cuenta con las actuaciones de Carl Weathers, Burt Young, Burgess Meredith y Talia Shire, quienes repiten sus papeles de las anteriores películas.
La filmación de la película, comenzó casi inmediatamente después de finalizar el rodaje de Rocky II. Silvester Stallone se sometió a un régimen de ejercicios y una dieta muy estricta para su papel. A pesar de que el resto del elenco de la película tenía sus papeles ya asegurados, encontrar al actor indicado para el personaje de Clubber Lang resultó ser todo un desafío. Los boxeadores reales Joe Frazier y Earnie Shavers llegaron incluso a ser considerados para el papel. 
Como novedad aparece Mr. T, quien interpreta a Clubber Lang, el nuevo oponente de Rocky. También aparece en esta película Terry "Hulk Hogan" Bollea, interpretando a un luchador apodado Thunderlips.

## Argumento
Después de los eventos de Rocky II, Rocky gana el título de campeón mundial de peso completo ante Apollo Creed (Carl Weathers). Tras la pelea por el título, Creed se retira y Rocky, ahora el nuevo campeón, defiende hasta diez veces su título en los siguientes tres años, todo esto bajo la melodía "Eye of the tiger" de Survivor. Durante estos años, Rocky aprendería a expresarse en público y se sometería a una cirugía de reconstrucción de su nariz para mejorar su imagen. La fama y la fortuna ahora le sonríen al italiano, recibiendo muchas ofertas de patrocinadores importantes y su popularidad iba en ascenso. Por otra parte vemos a Clubber Lang (Mr. T), un boxeador desconocido que está subiendo rápidamente en el escalafón, derrotando a todos sus oponentes de una manera brutal, hasta convertirse en el aspirante número uno al título. 
Mientras Rocky vive una vida confortable, su cuñado y hermano de Adrianne, Paulie, aún vive en los suburbios de Filadelfia. Una noche, borracho, ingresa a un salón de Arcades, en donde enfurecido, destroza una máquina de Pinball que tenía la efigie de Rocky, ya que estaba celoso del éxito y del nivel de vida de su cuñado. En consecuencia, Paulie es arrestado y el púgil consigue sacarlo de la comisaría. La causa de los celos y el enfado de Paulie se origina porque Rocky nunca le invitó a vivir en su mansión o ayudarle en su carrera de boxeador. Rocky le reprocha que él no sabía nada de eso, y después de que Paulie le reprocha muchas cosas intenta golpear a Rocky a lo que éste sorprendido finalmente le complace en sus peticiones.
Rocky acepta un combate de exhibición benéfico contra un luchador llamado Thunderlips (Hulk Hogan), el cual comienza tomándoselo en broma, pero de repente el luchador comienza a hacerle todo tipo de llaves. Rocky responde, y el combate acaba en empate, y bajo la atenta mirada de Clubber Lang. Mickey, su entrenador, al ver como apaleaban a Rocky sufre un infarto del cual afortunadamente logra recuperarse.
En la cima de la escalinata del Museo de Arte de Filadelfia en donde Rocky solía entrenar, Lang reta a Rocky cuando este comunica públicamente que piensa en retirarse. Mickey intenta rechazar la pelea, temiendo que Lang sea demasiado peligroso para Rocky, pero éste logra que Rocky acepte dirigiéndose a Adrianne en tono atrevido. Mickey, entonces, se niega a entrenar a Rocky, manifestando que los años anteriores ha peleado con buenos boxeadores pero no con auténticos aspirantes que estén a la altura del desafío, cosa que no ocurre con Lang, que es un boxeador en estado puro, mientras que Rocky ya se ha civilizado. No obstante, y tras mucho insistir, Mickey termina aceptando, aunque teme por el resultado del combate, sobre todo cuando durante las semanas siguientes ve que Rocky se toma el entrenamiento a la ligera, al contrario que Lang, que entrena con dureza. 
Rocky y Lang se encuentran en el Philadelphia Spectrum. Durante una discusión, Lang empuja a Mickey, causándole un ataque al corazón. Rocky quiere cancelar la pelea pero Mickey se niega y pide que lo lleven al vestidor, causando que Rocky esté más pendiente de la salud de Mickey que de su oponente. Apollo, que también está presente, tras ser menospreciado públicamente por Lang se dirige a Rocky y le dice que lo liquide, si bien no quiere dar detalles sobre lo que le dijo Clubber. Rocky sale desmotivado al ring, y Lang aprovecha para darle una brutal paliza, noqueándolo en el segundo asalto, ganando la pelea y el título con el público abucheándolo. Creed se va del Spectrum con una mirada de decepción y desolación. Ya en los vestidores, Rocky ve a un moribundo Mickey, pero no le cuenta que ha perdido el combate, sólo que ha acabado muy rápido, de modo que Mickey muere en brazos de Rocky, creyendo que su pupilo ha vuelto a ganar.
Después del combate y del funeral, Rocky ha perdido toda la motivación y confianza en sí mismo. Se va caminado hasta el viejo gimnasio de Mickey y allí, Apollo le propone a Rocky entrenarse juntos para volver a combatir, y sobre todo para ganarle a Lang, a quien desprecia. A cambio del entrenamiento, Apollo sólo le pedirá un pequeño favor, sin decirle cuál. 
Apollo, Rocky, Adrianne y Paulie se van a Los Ángeles para comenzar el entrenamiento. Allí, Apollo lo conduce al gimnasio donde él empezó: Un pésimo lugar, oscuro, mal ventilado, con gente mal entrazada... pero con hambre de ganar, la motivación que Rocky no encuentra, lo que Creed llama "el ojo del tigre". El entrenamiento es duro, ya que Rocky tiene que ganar en fuerza y, sobre todo, en confianza, de la que no le queda nada. No obstante, una conversación con Adrianne, donde ella le muestra toda la confianza que tiene en él, le revitaliza, haciendo que el entrenamiento con Creed (que incluye carreras en la playa y natación) empiece a progresar de verdad. 
El combate de revancha ante Lang, y ante el mundo, se disputa en el Madison Square Garden. En los vestidores Apollo le pide a Rocky que se ponga la pantaloneta con la forma de la bandera estadounidense que usó en la primera película. Cuando entran al cuadrilátero Rocky y Apollo junto con Duke y Paulie son recibidos por el público con una gran ovación, mientras que Lang recibe muchos abucheos y golpea a un espectador que lo estaba insultando. Antes de comenzar el combate, Lang provoca a Apollo y a Rocky, pero los entrenadores y preparadores físicos consiguen separarlos. En el primer asalto, Rocky pone en práctica su nueva gran velocidad y agilidad adquiridas y boxea con el mismo estilo que Apollo, consiguiendo esquivar hábilmente los golpes de un furioso Lang, y conectando todo tipo de combos de golpes. En el segundo asalto, el campeón logra acorralar al aspirante y le da terribles golpes, llegando a tumbarlo dos veces, pero el Semental Italiano se levanta. En el descanso, Rocky entiende que su rival tiene gran fuerza y resistencia, por lo que decide cambiar de estrategia: Permite que Lang le ataque con furia, dando a entender que se trata de una estrategia para agotarlo. Rocky acaba cansando a Lang y le noquea en el tercer asalto. Gana el combate, recupera el título y se gana el respeto de todo el mundo.
Después del combate, Apollo y Rocky se citan en el gimnasio de Mickey a solas, y allí Apollo le desvela el pequeño favor que quería a cambio del entrenamiento: Un nuevo combate contra Rocky para dirimir quién era realmente el mejor. Rocky acepta y ambos suben al ring del gimnasio vacío.

## Reparto

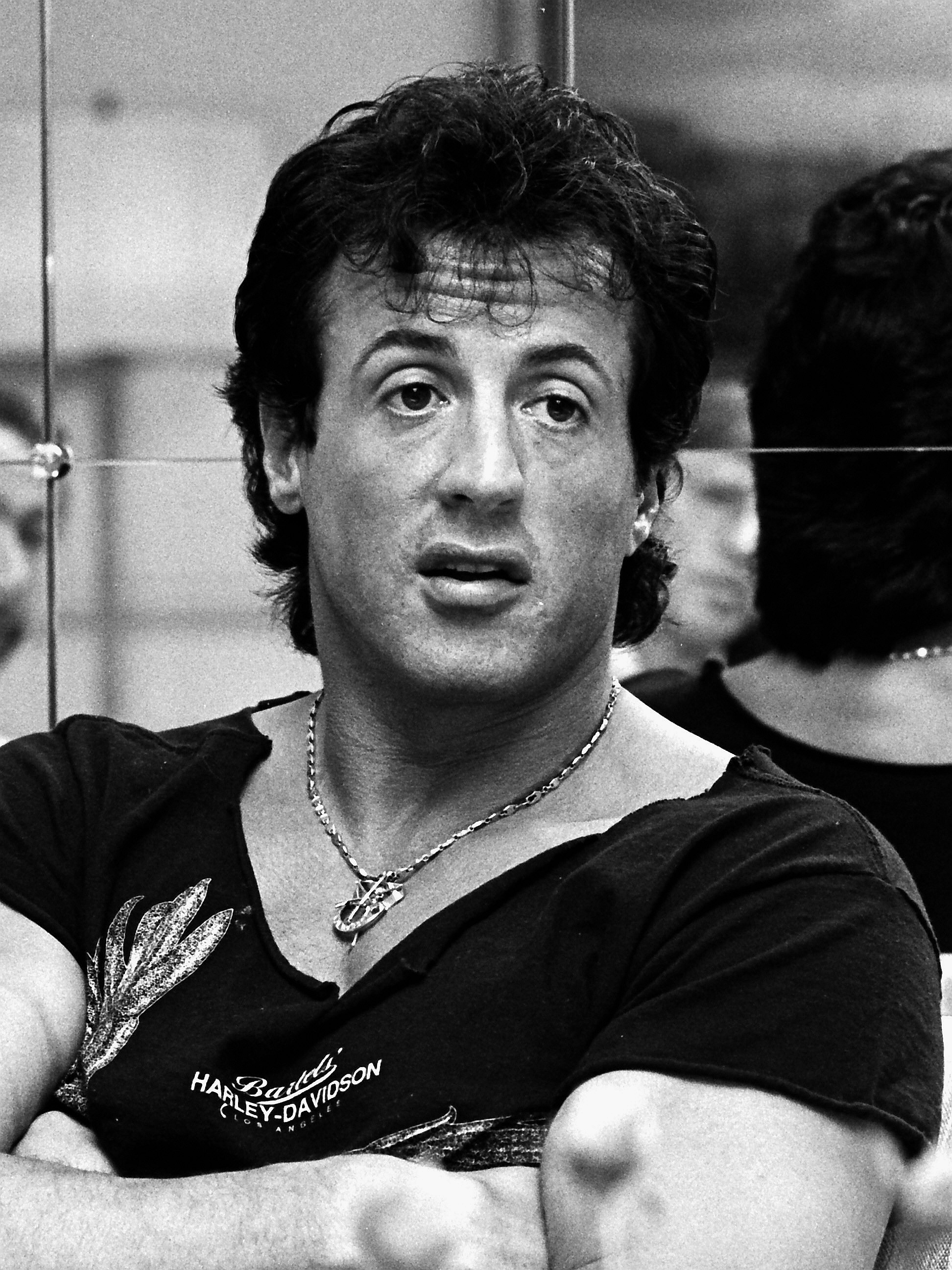
Sylvester Stallone, actor y creador de Rocky.

- Sylvester Stallone es Rocky Balboa.
- Talia Shire es Adrianna Pennino.
- Burt Young es Paulie Pennino.
- Carl Weathers es Apollo Creed.
- Burgess Meredith es Mickey Goldmill.
- Tony Burton es Tony "Duke" Evers.
- Mr. T es Clubber Lang.
- Ian Fried es Robert "Rocky" Balboa, Jr.
- Hulk Hogan es "Thunderlips".

## Estatua de bronce
Sylvester Stallone patrocinó una estatua de bronce llamada Rocky, esculpida por A. Thomas Schomberg en 1981. Se hicieron tres estatuas y una de ellas fue colocada a los pies de la escalinata del Museo de Arte de Filadelfia para el rodaje del film y Rocky V. Tras el rodaje estalló un importante debate, ya que se consideraba que la escultura no era una muestra de arte sino promoción de la película. Se estudiaron varias ubicaciones y se colocó frente al Wachovia Spectrum en el sur de Filadelfia. Para el rodaje de Rocky V volvió a ubicarse temporalmente en el Museo de Arte. Luego volvió al Spectrum. La estatua volvió a la escalinata del museo en septiembre del 2006, por el trigésimo aniversario de Rocky I.
La tercera de estas estatuas se subastó en Ebay con un precio inicial de USD 5 millones para financiar la construcción del International Institute for Sport and Olympic History. No se alcanzó el precio y fue de nuevo subastada por USD 3 millones. Sólo recibió una puja y resultó ser fraudulenta. Se ha vuelto a poner varias veces más a subasta, ahora al precio de un millón de dólares. Las estatuas pesan dos toneladas cada una y miden unos tres metros.

## Recepción
Rocky III cuenta con un ranking aprobatorio del 63% en el sitio Rotten Tomatoes basado en 38 reseñas, con un índice de audiencia promedio de 5,5 sobre 10. El consenso del sitio afirma: "Está notablemente sujeta a la ley de los rendimientos decrecientes, sin embargo Rocky III todavía tiene suficiente espectáculo musculoso para estar en el ring con las mejores entradas de la franquicia".

## Estrenos mundiales
| País                                                                          | Fecha de estreno                   |
| ----------------------------------------------------------------------------- | ---------------------------------- |
| Alemania                                                                      | Jueves 11 de noviembre de 1982     |
| Argentina                                                                     | Jueves 12 de agosto de 1982        |
| Australia                                                                     | Jueves 12 de agosto de 1982        |
| Austria                                                                       | Viernes 12 de noviembre de 1982    |
| Bélgica                                                                       | Miércoles 12 de enero de 1983      |
| Belice · Costa Rica · El Salvador · Guatemala · Honduras · Nicaragua · Panamá | Miércoles 1 de septiembre de 1982  |
| Brasil                                                                        | Jueves 2 de septiembre de 1982     |
| Chile                                                                         | Viernes 20 de agosto de 1982       |
| Colombia                                                                      | Jueves 12 de agosto de 1982        |
| Dinamarca                                                                     | Viernes 16 de julio de 1982        |
| Ecuador                                                                       | Miércoles 22 de septiembre de 1982 |
| Egipto                                                                        | Lunes 14 de febrero de 1983        |
| España                                                                        | Lunes 13 de septiembre de 1982     |
| Estados Unidos · Canadá                                                       | Viernes 28 de mayo de 1982         |
| Filipinas                                                                     | Miércoles 13 de octubre de 1982    |
| Finlandia                                                                     | Viernes 27 de agosto de 1982       |
| Francia                                                                       | Miércoles 12 de enero de 1983      |

| País                 | Fecha de estreno                 |
| -------------------- | -------------------------------- |
| Grecia               | Jueves 4 de noviembre de 1982    |
| Hong Kong            | Jueves 28 de octubre de 1982     |
| Israel               | Viernes 3 de septiembre de 1982  |
| Italia               | Viernes 10 de septiembre de 1982 |
| Jamaica              | Miércoles 20 de marzo de 1985    |
| Japón                | Sábado 3 de julio de 1982        |
| Líbano               | Viernes 22 de octubre de 1982    |
| Malasia              | Jueves 16 de septiembre de 1982  |
| México               | Jueves 19 de agosto de 1982      |
| Noruega              | Martes 13 de julio de 1982       |
| Nueva Zelanda        | Viernes 20 de agosto de 1982     |
| Países Bajos         | Jueves 5 de julio de 1982        |
| Perú                 | Jueves 2 de septiembre de 1982   |
| Portugal             | Viernes 3 de septiembre de 1982  |
| Puerto Rico          | Jueves 24 de junio de 1982       |
| Reino Unido Irlanda  | Jueves 22 de julio de 1982       |
| República Dominicana | Jueves 5 de agosto de 1982       |
| Singapur             | Jueves 16 de septiembre de 1982  |
| Sudáfrica            | Viernes 24 de septiembre de 1982 |
| Suecia               | Lunes 12 de julio de 1982        |
| Suiza                | Miércoles 12 de enero de 1983    |
| Tailandia            | Sábado 21 de agosto de 1982      |
| Taiwán               | Sábado 17 de julio de 1982       |
| Uruguay              | Jueves 12 de agosto de 1982      |
| Venezuela            | Miércoles 28 de julio de 1982    |